# Walther Hille
Walther Hille (* 24. Mai 1894 in Bischofswerda; † 6. Mai  1945 in Stromberg (Bendorf) oder Wiesbaden) war ein deutscher Jurist, Polizeibeamter und SS-Führer.

## Leben
Hille beendete seine Schullaufbahn 1914 in Dresden am Wettiner Gymnasium und studierte danach Jura an der Universität Leipzig. Im August 1914 meldete er sich freiwillig zur sächsischen Armee und nahm als Soldat des Infanterie-Regiments Nr. 102 am Ersten Weltkrieg teil. Nach Kriegsende wurde er aus der Armee entlassen und trat in die sächsische Schutzpolizei. Hille war zunächst in Zwickau und ab 1927 bei der Polizeidirektion Dresden, wo er zunächst Hundertschaftsführer war und dann das 1. Polizeirevier leitete. In dieser Funktion hielt er bereits engen Kontakt zu Dresdner Nationalsozialisten und informierte diese über bevorstehende Polizeiaktionen. Von 1924 bis 1926 gehörte er dem Stahlhelm an.
Nach der nationalsozialistischen „Machtergreifung“ war Hille ab März 1933 zunächst bis Mai kommissarisch und dann offiziell bis Ende August 1938 Polizeipräsident in Dresden. Danach war er Kommandeur der Gruppe West der Schutzpolizei Hamburg und nach seiner Beförderung zum Oberst der Polizei von Anfang Mai 1939 bis Ende April 1941 Kommandeur der Schutzpolizei München und dort anschließend örtlicher Inspekteur der Ordnungspolizei. Im April 1942 zum Generalmajor der Polizei befördert, war er von September 1942 bis Mitte Dezember 1943 Befehlshaber der Ordnungspolizei (BdO) im Wehrkreis Posen und danach in Wiesbaden.
Hille, der zum 1. Mai 1937 der NSDAP beitrat (Mitgliedsnummer 3.805.269) und Mitte April 1943 im Rang eines SS-Brigadeführers in die SS (SS-Nummer 456.959 V) übernommen wurde, wurde im Oktober 1944 von dem Höheren SS- und Polizeiführer Jürgen Stroop aus dem Amt entlassen und später in den Ruhestand verabschiedet.
Noch vor Kriegsende war er Mitte April 1945 in amerikanische Internierung geraten. Die Todesumstände und der genaue Todesort sind unbekannt.